# Orthocentrus thomsoni
Orthocentrus thomsoni là một loài tò vò trong họ Ichneumonidae.